# Davidoci
Davidoci (albanska: Davidoci, serbiska: Davidovce) är en by i Kosovo. Den ligger i kommunen Komuna e Shtimes. Enligt den senaste folkräkningen år 2011 fanns det 744 invånare.

## Demografi
| Demografi | 2011 |
| --------- | ---- |
| albaner   | 720  |
| bosnier   | 1    |
| ashkali   | 22   |